# Paledang (Bogor Tengah)
Paledang is een bestuurslaag in het regentschap Kota Bogor van de provincie West-Java, Indonesië. Paledang telt 11.520 inwoners (volkstelling 2010).